# St. Anna (Heubelsburg)

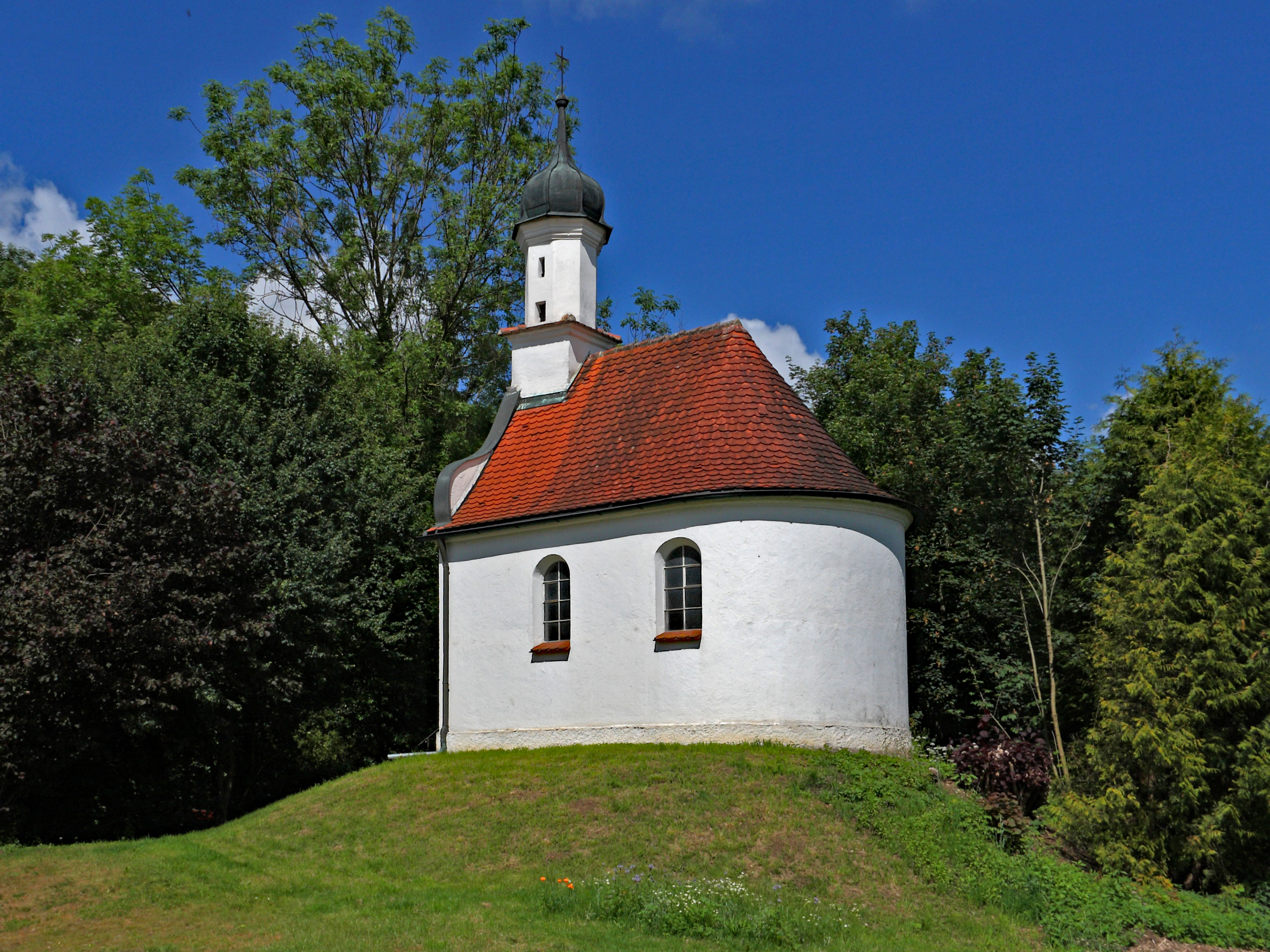
Kapelle St. Anna

Die römisch-katholische Kapelle St. Anna steht auf dem Burgstall von Heubelsburg, einem Weiler der Gemeinde Waldstetten im schwäbischen Landkreis Günzburg in Bayern. Das denkmalgeschützte Bauwerk ist in der Liste der Baudenkmäler in Waldstetten  unter der Nr. D-7-74-191-18 eingetragen.

## Beschreibung
Die Saalkirche wurde 1751/52 erbaut. Sie besteht aus einem im Nordosten halbrund geschlossenen Langhaus, dessen Fassade in Südwesten mit einem Schweifgiebel bedeckt ist, über dem sich ein quadratischer Dachreiter erhebt, dessen achteckiger Aufsatz mit einer Zwiebelhaube bedeckt ist. Die Deckenmalerei und die Wandmalereien im Innenraum stammen von Konrad Huber. Der Altar entstand um 1750, der Kreuzweg um 1780.